# حزب العمل الليبيري
حزب العمل الليبيري هو حزب سياسي في ليبيريا. قدم الحزب مرشحين في انتخابات 11 أكتوبر 2005.
فاز مرشح الحزب جوزيف واه تي بنسبة 0.6٪ من الأصوات في الانتخابات الرئاسية. فشل الحزب في الفوز بأي مقاعد في مجلس الشيوخ أو مجلس النواب.